# Деца шпијуни 3-D: Игра је готова
Деца шпијуни 3-D: Игра је готова (енгл. Spy Kids 3-D: Game Over) је америчка комедија из 2003. сценаристе и редитеља Роберта Родригеза.

## Улоге
| Глумац            | Улога         |
| ----------------- | ------------- |
| Антонио Бандерас  | Грегорио      |
| Карла Гуџино      | Ингрид        |
| Алекса Вега       | Кармен        |
| Дерил Сабара      | Џуни          |
| Рикардо Монталбан | Валентин      |
| Салма Хајек       |               |
| Рајан Пинкстон    | Арнолд        |
| Стив Бусеми       | Ромеро        |
| Елајџа Вуд        | Момак         |
| Бил Пакстон       | Динки Винкс   |
| Силвестер Сталоне | Себастијан    |
| Дени Трехо        | Исадор Кортез |
| Тери Хачер        | гђа Граденко  |
| Алан Каминг       | Фиго Флуп     |
| Џорџ Клуни        | Девлин        |